# Marlboro (Nowy Jork)
Marlboro – jednostka osadnicza w Stanach Zjednoczonych, w stanie Nowy Jork, w hrabstwie Ulster.